# Sélection négative (sélection naturelle)
Dans la sélection naturelle, la sélection négative ou la sélection purifiante est l'élimination sélective des allèles délétères. Cela peut stabiliser la sélection par la purge des polymorphismes génétiques délétères qui résultent de mutations aléatoires,.
La purge des allèles délétères peut être réalisée au niveau de la génétique des populations, ne nécessitant pas plus d'une seule mutation ponctuelle comme l'unité de sélection. Dans un tel cas, les porteurs de la mutation ponctuelle nocive ont moins de descendants à chaque génération, ce qui réduit la fréquence de la mutation dans le groupe de gènes.
Dans le cas d'une forte sélection négative sur un locus, la purge des variantes délétères se traduira par l'élimination occasionnelle de la variation liée, produisant une diminution du niveau de variation entourant le locus sous la sélection. La purge accidentelle d'allèles non délétères due à une telle proximité spatiale avec des allèles délétères est appelée sélection de fond. Cet effet augmente avec un taux de mutation plus faible mais diminue avec un taux de recombinaison plus élevé.
La sélection purificatrice peut être divisée en purge par accouplement non aléatoire, et en purge par dérive génétique. La purge par dérive génétique peut éliminer principalement les allèles profondément récessifs, tandis que la sélection naturelle peut éliminer tout type d'allèles délétères.

## Voir également
- Accouplement assortatif
- Sélection d'équilibrage (en)
- Sélection directionnelle (en)
- Sélection diversificatrice (en)
- Dysgénique
- Sélection fluctuante
- Purge génétique (en)
- Koinophilie
- Équilibre mutation-sélection (en)
- Sélection stabilisatrice